# Gopherus
Gopherus es el único género de tortugas de tierra de la familia Testudinidae de Norteamérica. Son nativas del sur de Estados Unidos y del norte de México. Se caracterizan por su habilidad para cavar madrigueras grandes y muy profundas, de las cuales salen para alimentarse de vegetales, al amanecer y al atardecer.
En julio de 2011, los investigadores decidieron sobre la base de ADN y los datos de comportamiento que las poblaciones del Desierto de Sonora y del Desierto de Mojave eran especies distintas. En 2016 se volvieron a dar ajustes la taxonomía de estas especies, debido a las diferencias sustanciales (tanto morfológicas, ecológicas y moleculares) entre dos linajes (Sonora y Sinaloa) de Gopherus morafkai, por lo que a la población sureña fue descrita con el nombre de Gopherus evgoodei, esto en honor al empresario y conservacionista Eric Goode, fundador de la asociación Turtle Conservancy.
Se reconocen seis especies del género Gopherus:
- Tortuga de Matorral de Sinaloa: Gopherus evgoodei (Edwards et al., 2016).[1]
- Tortuga del Desierto de Sonora: Gopherus morafkai (Murphy et al., 2011).[2]
- Tortuga del Desierto de Mojave: Gopherus agassizii (Cooper, 1863).
- Tortuga de Texas: Gopherus berlandieri (Agassiz, 1857).
- Tortuga Excavadora mexicana o tortuga del Bolsón de Mapimí: Gopherus flavomarginatus (Legler, 1959).
- Tortuga Excavadora de Florida: Gopherus polyphemus (Daudin, 1802).

## Galería

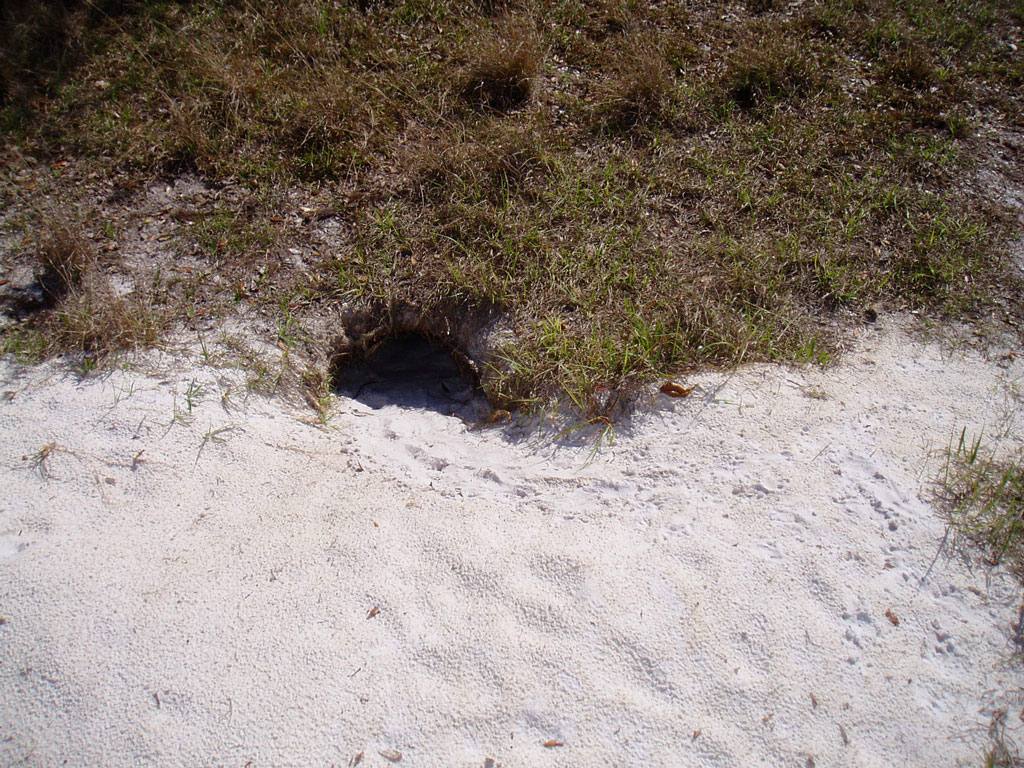
Madriguera de tortuga excavadora.
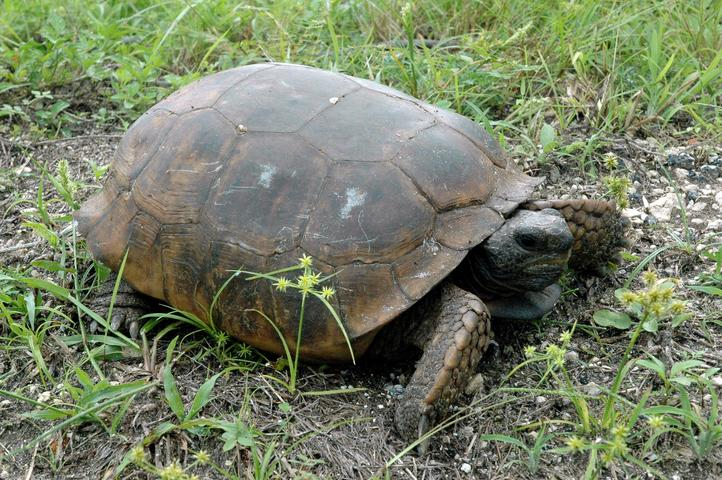
Tortuga Excavadora de Florida (Gopherus polyphemus).
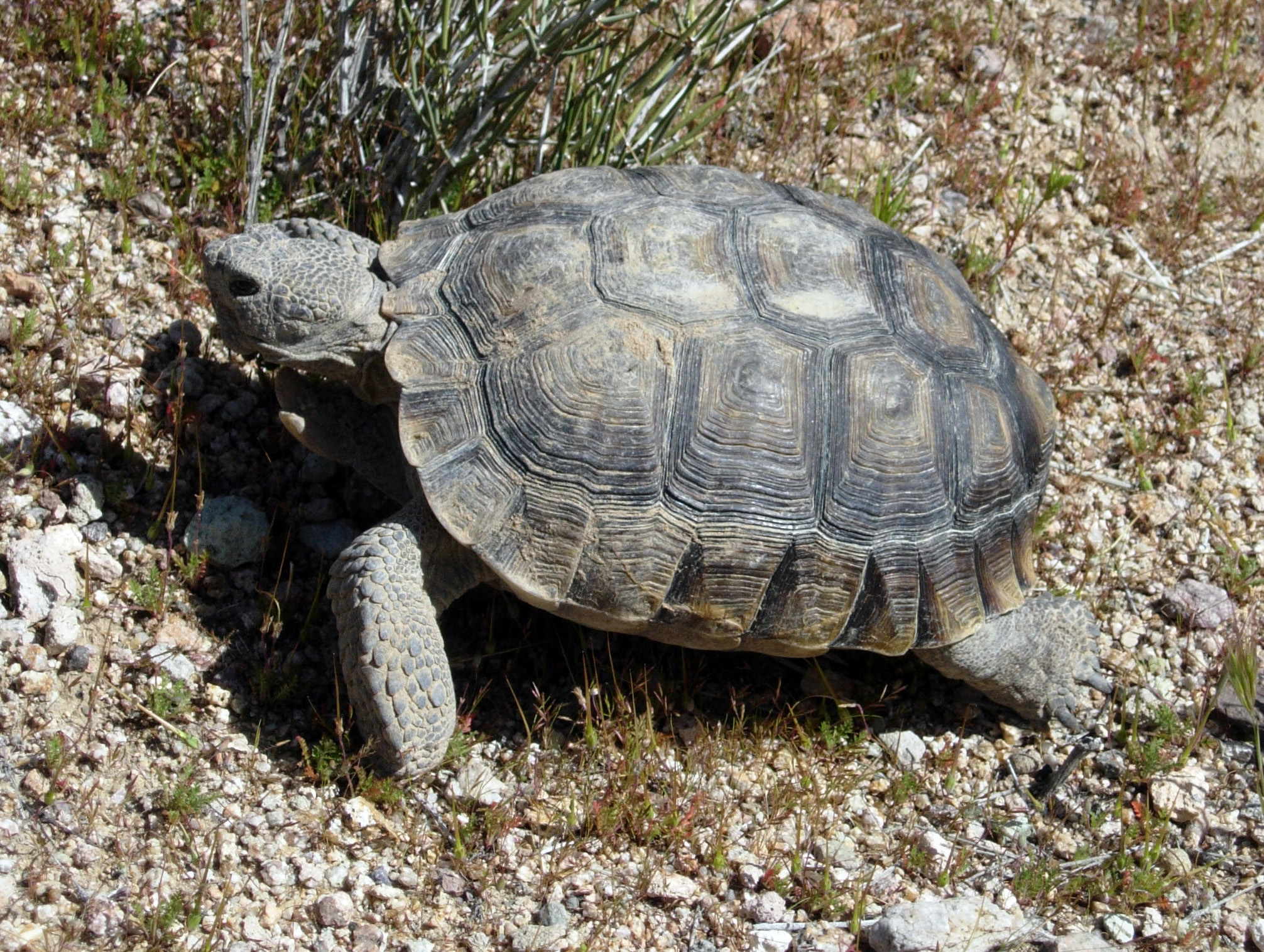
Tortuga del Desierto de Mojave (Gopherus agassizii).
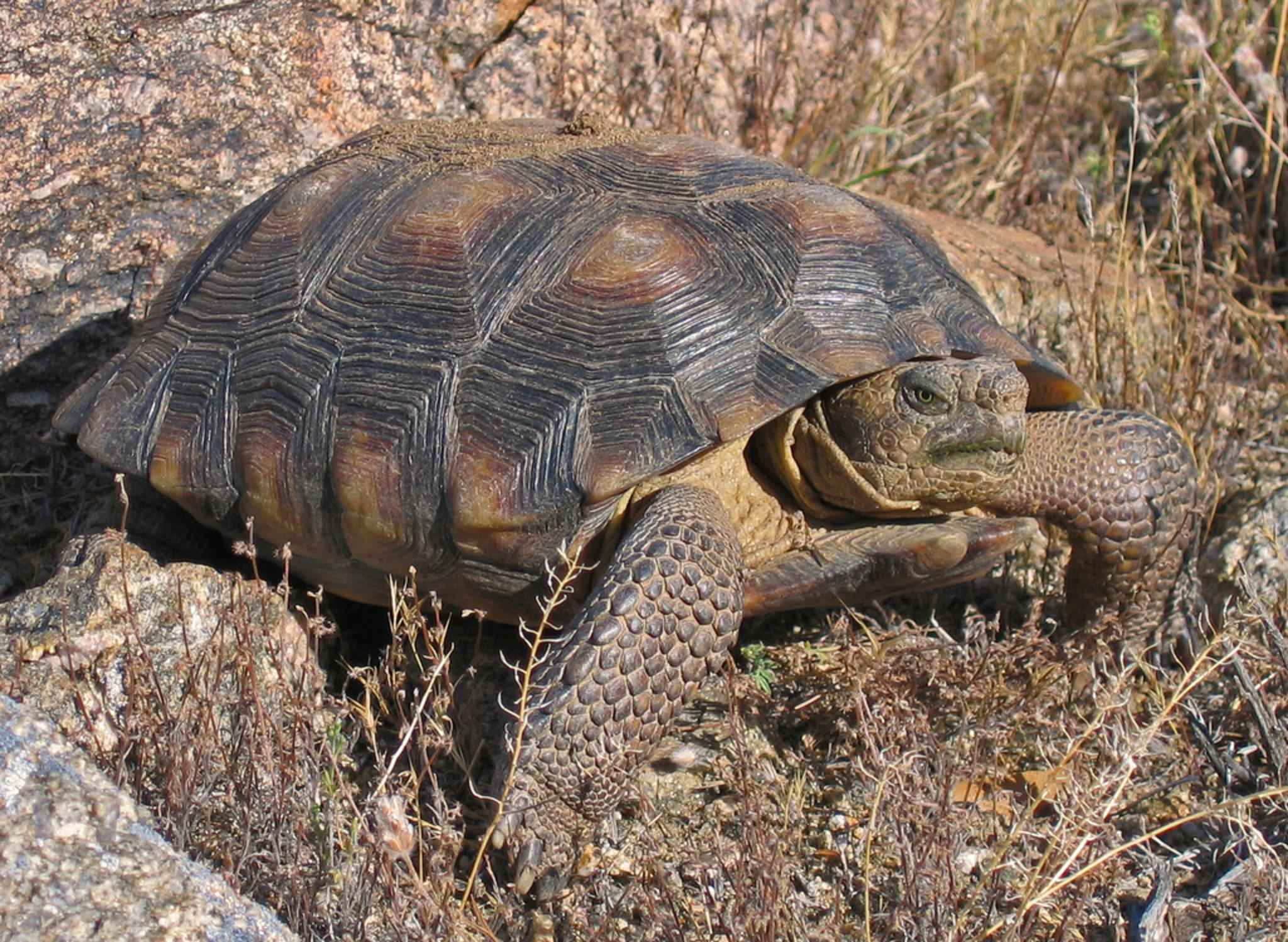
Tortuga del Desierto de Sonora (Gopherus morafkai).
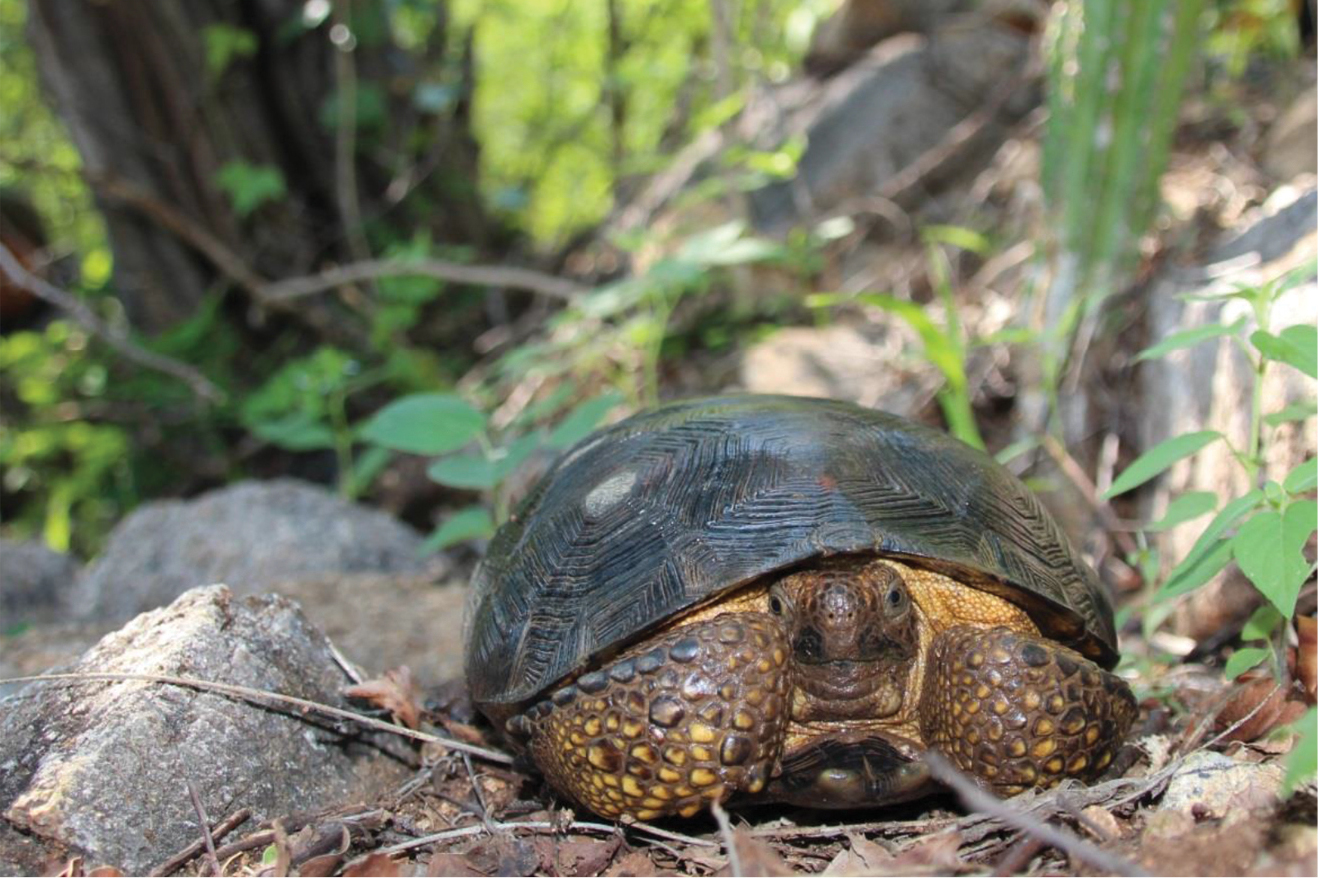
Tortuga de Matorral de Sinaloa (Gopherus evgoodei).
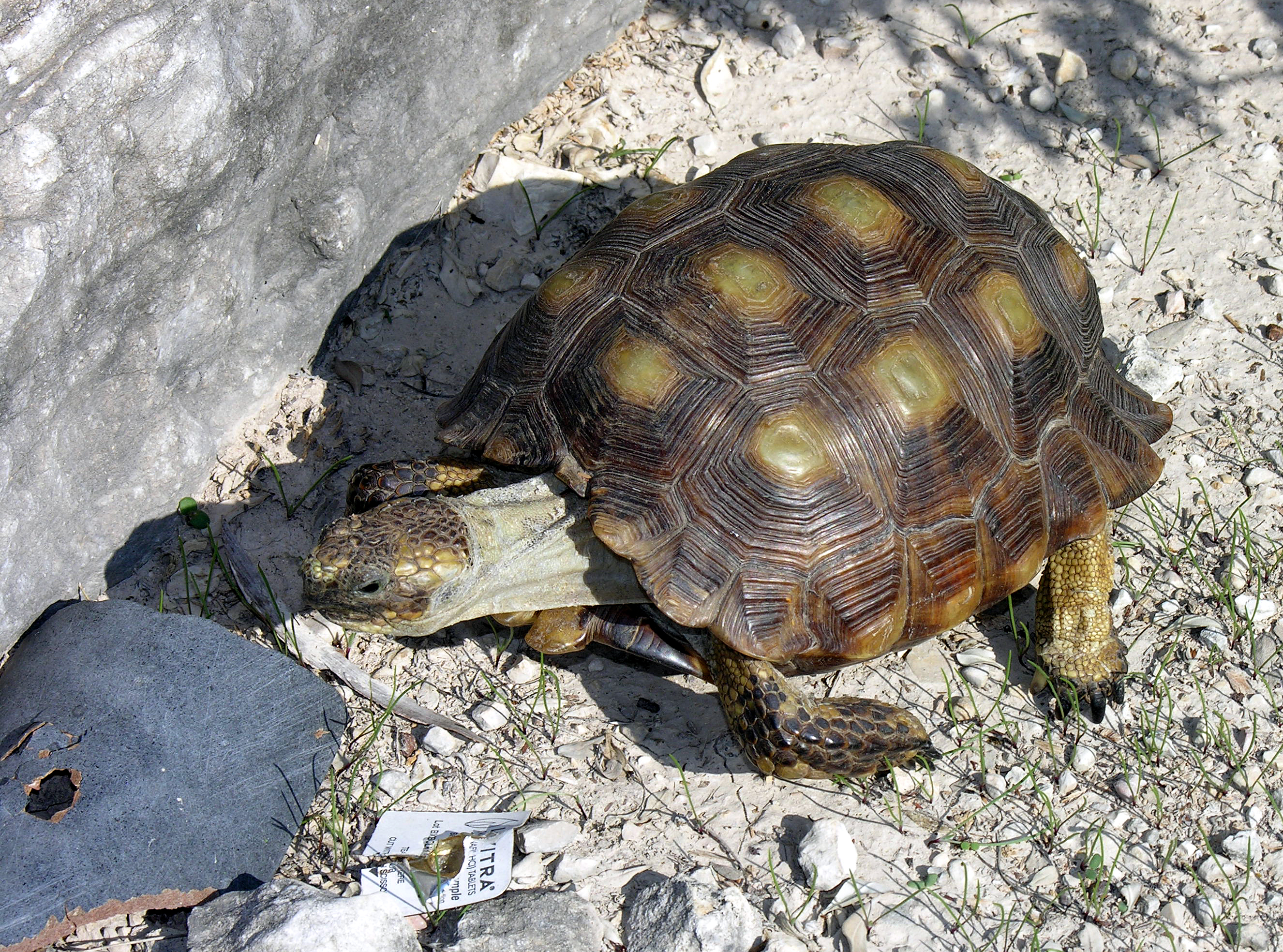
Tortuga de Texas o Galapago Tamaulipeco (Gopherus berlandieri).
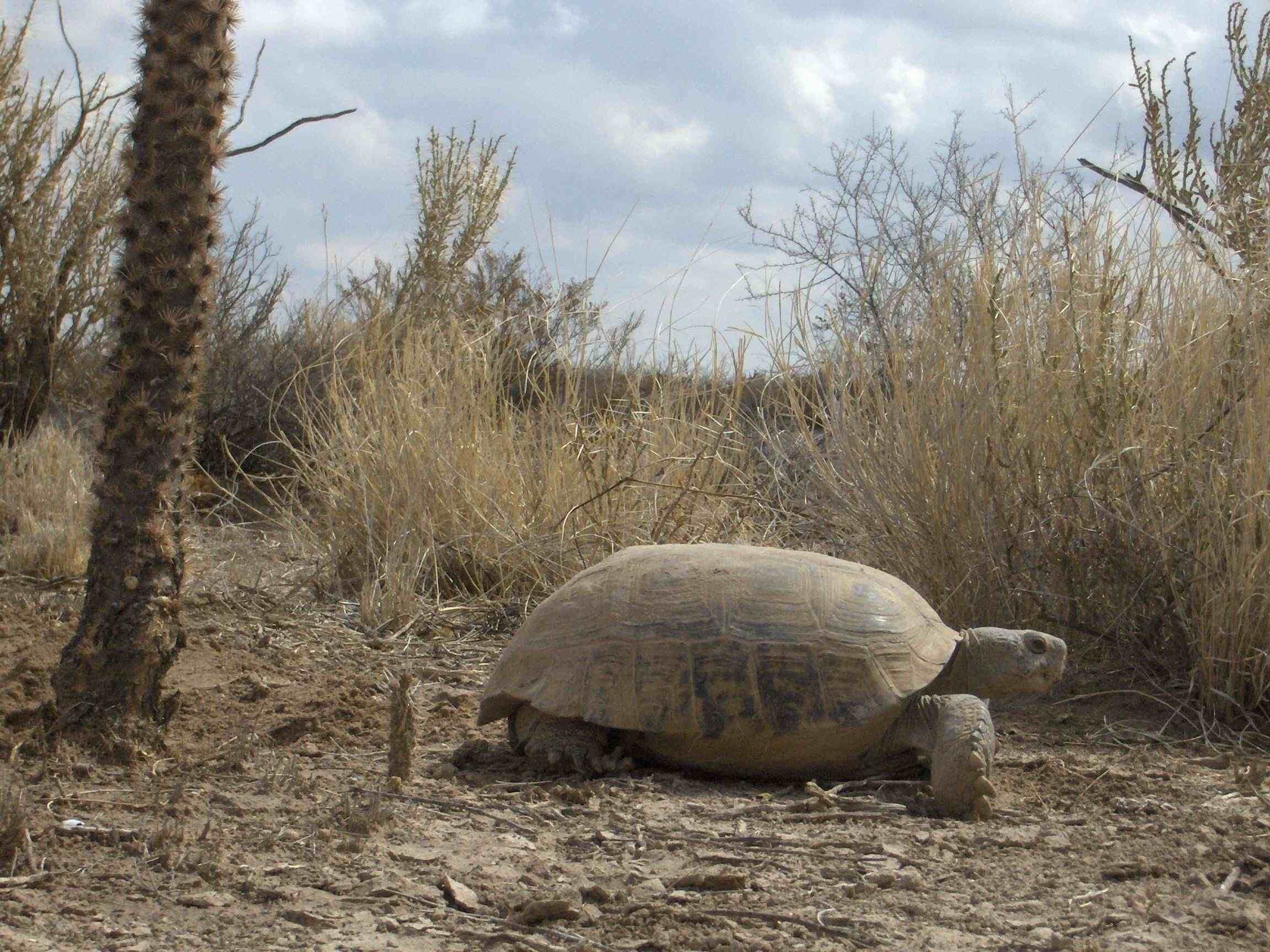
Tortuga del Bolsón de Mapimi (Gopherus flavomarginatus).